# 國立溪湖高級中學
國立溪湖高級中學，簡稱溪湖高中、HHSH、溪高，位於台灣彰化縣溪湖鎮，創立於1998年7月，是中華民國第一所設立的綜合型高級中等學校。
第一屆學生於1998年8月開始正式招生，每個年級共有十五個班，採男女混班。高一不分學程，並且有語文實驗班與數理實驗班兩個重點班；高二依學生志願選擇學術學程或專門學程（商業管理、應用英語、觀光餐飲三科）。

## 校史
1996年2月，成立台灣省立溪湖高級中學籌備處。1998年7月成立台灣省立溪湖高級中學。1998年8月完成招收第一屆學生計十五班。2000年2月改制為國立溪湖高級中學，隸屬於中華民國教育部。

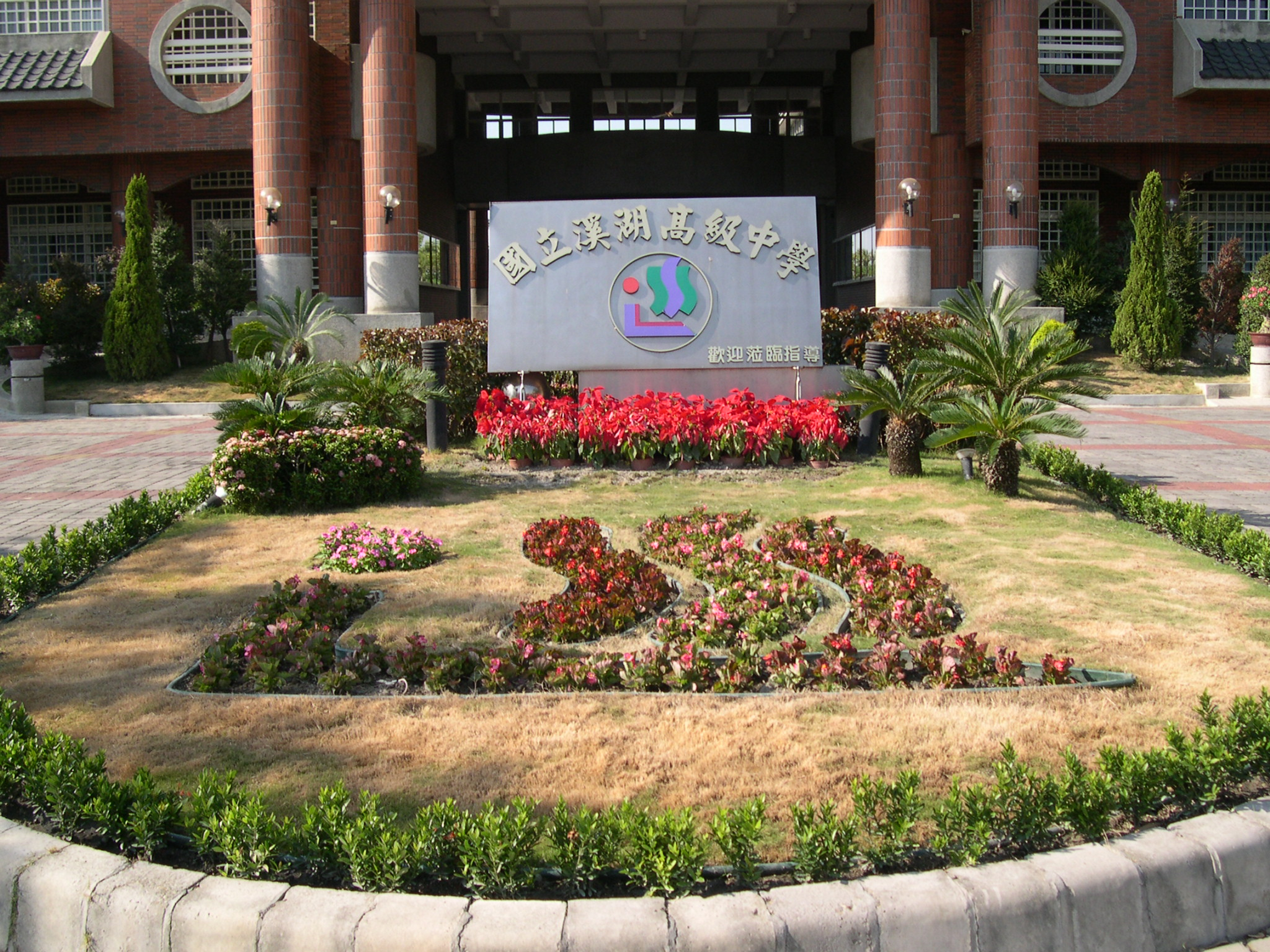
溪湖高中進門的迎賓花圃
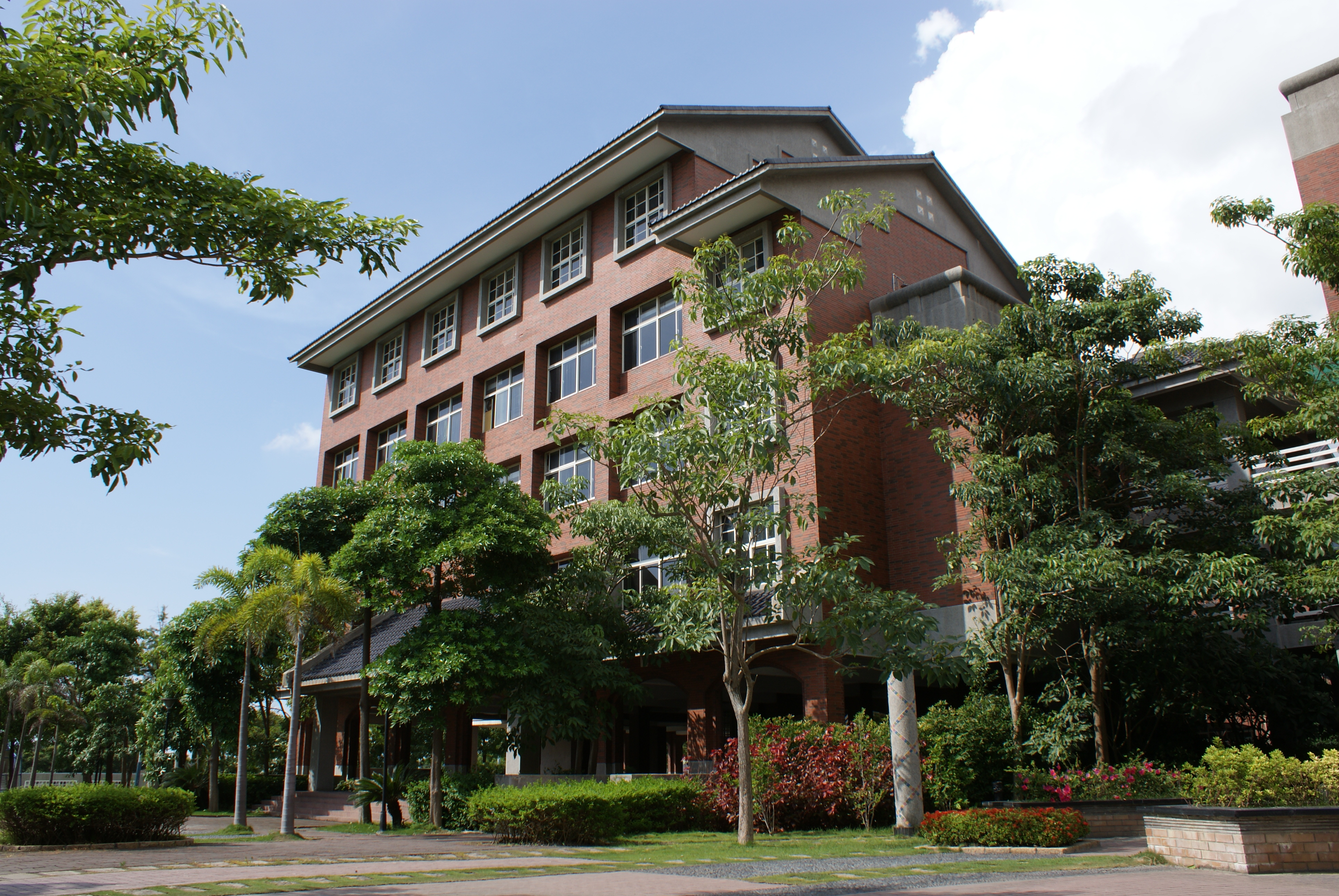
溪湖高中的E棟科藝教大樓
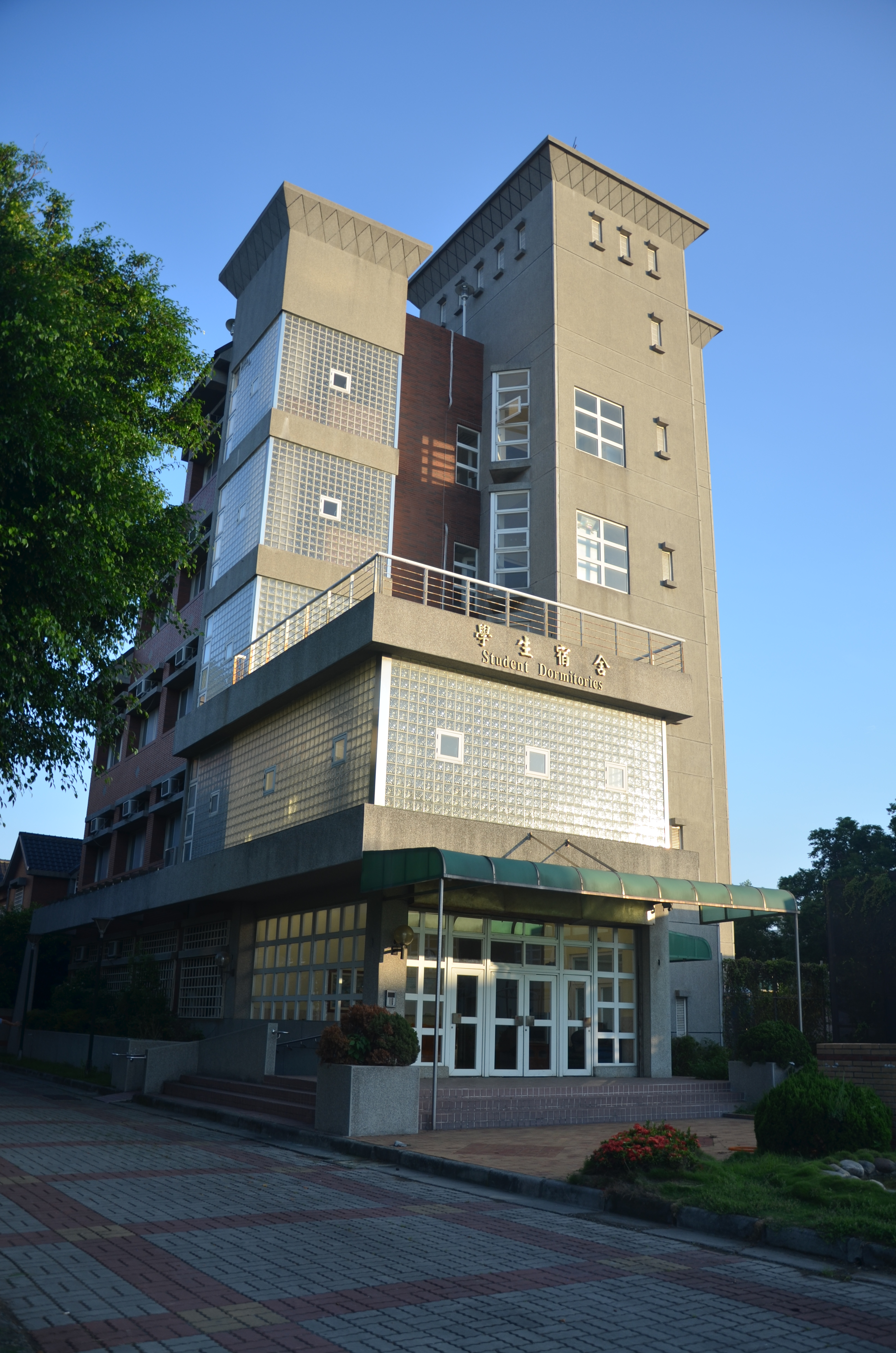
溪湖高中學生宿舍

## 歷任校長
- 第一任：戴明國（1998年7月~2002年7月）
- 第二任：蔡慧登（2002年8月~2008年7月）(轉任草屯商工校長)
- 第三任：林賜郎（2008年8月~2016年1月）（原國立竹山高級中學校長，2016年1月20日退休）
  - 代理校長：許偉志（2016年1月~2016年8月）（後轉任彰化縣立成功高級中學校長）（原校長林賜郎退休，由校長秘書代理校長職務）
- 第四任：楊豪森（2016年8月~2022年8月）（原國立虎尾高級中學校長，曾任國立溪湖高級中學主任、秘書、註冊組長）[2]
- 第五任：李明昭（2022年8月~現任）（原國立新竹高級中學校長）[3]

## 外部連結
- 國立溪湖高級中學（页面存档备份，存于）